# 푸두체리

푸두체리의 위치

푸두체리(영어: Puducherry, 타밀어: புதுச்சேரி, 텔루구어: పుదుచ్చేరి, 말라얄람어: പുതുശ്ശേരി), 옛 이름 퐁디셰리(영어: Pondicherry, 프랑스어: Pondichéry)는 인도 아대륙 남부에 위치한 인도의 연방 직할지로 행정 중심지는 퐁디셰리이며 면적은 9km2, 인구는 1,394,467명(2011년 기준)이다. 4개의 월경지(퐁디셰리, 카라이칼, 야남, 마에)로 구성되어 있는데 퐁디셰리와 카라이칼은 타밀나두 주에, 야남은 안드라프라데시 주에, 마에는 케랄라 주에 둘러싸여 있다.
1674년 프랑스가 인도를 식민 통치하기 위한 차원에서 건설되었다. 1954년 프랑스가 이 곳을 사실상 인도에 반환했고 1963년 인도의 연방 직할지로 승격되었다.

## 언어
푸두체리의 공용어들은 타밀어, 프랑스어, 텔루구어(야남 지구만), 말라얄람어(마에 지구만)이다.
2001년 조사에 의하면, 푸두체리의 공용어들로 말하고 있는 수는 아래들을 구성했다.
- 타밀어 — 82만 700명(푸두체리와 카라이칼 지구에 한함)
- 말라얄람어 — 3만 6,800명(마에 지구에 헨함)
- 텔루구어 — 3만 1,400명(푸두체리와 야남 지구에 한함)
- 프랑스어 — 1만 명 이상

## 인구
| 연도    | 인구      | ±% p.a. |
| ------- | --------- | ------- |
| 1901    | 246,354   | —       |
| 1911    | 257,179   | +0.43%  |
| 1921    | 244,156   | −0.52%  |
| 1931    | 258,628   | +0.58%  |
| 1941    | 285,011   | +0.98%  |
| 1951    | 317,253   | +1.08%  |
| 1961    | 369,079   | +1.52%  |
| 1971    | 471,707   | +2.48%  |
| 1981    | 604,471   | +2.51%  |
| 1991    | 807,785   | +2.94%  |
| 2001    | 974,345   | +1.89%  |
| 2011    | 1,247,953 | +2.51%  |
| source: |           |         |

## 같이 보기
- 찬다나가르
- 프랑스 동인도 회사
- 프랑스 식민제국